# هاوارد دیتز
هاوارد دیتز (انگلیسی: Howard Dietz؛ ‏ ۸ سپتامبر ۱۸۹۶ – ۳۰ ژوئیهٔ ۱۹۸۳) موسیقی‌دان ترانه‌سرا و نویسنده لیبرتو اهل ایالات متحده آمریکا بود.
از فیلم‌هایی که وی در آن‌ها نقش داشته است، می‌توان به جشن هالیوود اشاره نمود.